# SN 1979C
SN 1979C是一颗距离地球约5千万光年，位于后发座的螺旋星系M100中的II-L型超新星，由美国马里兰州的天文爱好者Gus E. Johnson在1979年4月19日发现。該顆超新星屬於核塌縮超新星，也就是巨大恆星的核心劇烈塌縮，最後造成整顆恆星爆炸。這樣的恆星質量必須至少是太陽的9倍。形成該超新星的前身恆星其質量推測應為太陽的20倍。

## 遺跡
2010年11月15日，NASA 宣布發現了該次超新星爆炸遺留下黑洞的證據。任職於哈佛－史密松天体物理中心的天文學家 Dan Patnaude 領導的團隊分析美国国家航空航天局的錢德拉望遠鏡、欧洲航天局的XMM-牛顿卫星和德国伦琴卫星於1995到2007年观测的資料進行分析。天文學家觀測到一个明亮的X射线源，並判定可能有物質從超新星或聯星中的其中一顆成員星進入該射線源。然而，另一個可能的解釋是X射線輻射可能來自由高速自轉脈衝星形成的脈衝風星雲，類似蟹狀星雲的狀況。這兩個概念是已知數種X射線來源的可能機制。物體落入黑洞時會發射出X射線，而非黑洞本身發出輻射。落入強大引力場的氣體會被加熱產生X射線等不同波長的輻射。这个X射线源在1995年到2007年期间一直非常稳定，基本可以确定是一个黑洞。这也是人类观察到的最年轻的黑洞。但还需要更进一步的观察才能确定它不是中子星或脉冲星。 
天文學家也在無線電波的波長對 SN 1979C 進行觀測，並使用1985到1990年間以位於美國新墨西哥州甚大天线阵對它觀測的資料繪製出光變曲線。

## 外部連結
- 在M100的SN 1979C（页面存档备份，存于）
- A Tour of SN 1979C (narration of podcast by Dr. Dan Patnaude)（页面存档备份，存于）